# Наваб Бенгалии
Навабы Бенгалии — наследственные навваб-субадары, Бенгальской субы могольского правления, с 1717 года являвшиеся фактически независимыми правителями.

## История
С 1717 по 1880 годы три исламские династии последовательно правили Бенгалией: Насири, Афшар и Наджафи.
Первая династия, Насири, правила с 1717 по 1740 год. Основатель династии, Муршид Кули-хан (Джафар-хан), родился в бедной браминской семье, принадлежащей к народу ория, затем был продан в рабство и куплен неким Хаджи Шафи Исфахани, персидским купцом из Исфахана, который обратил его в ислам. Он поступил на службу императору Аурангзебу и поднимался по служебной лестнице вплоть до назначения в 1717 году назимом Бенгалии. Данный пост он занимал вплоть до своей смерти в 1727 году. Его наследниками выступили зять и внук. После гибели внука в битве преемником выступил Аливарди-хан из династии Афшар в 1740 году.
Вторая династия, Афшар, правила с 1740 по 1757 годы. Их преемниками выступила третья и последняя правящая династия, Наджафи, когда Сирадж уд-Даула, последний из правителей Афшар, погиб в битве при Плесси в 1757 году.
Представители династии Наджафи были сеидами и происходили от пророка Мухаммеда через имама Хассана ибн Али. Данная династия правила в 1757—1880 годах.

## Правление Моголов
Бенгальская суба был одной из богатейших частей Могольской империи. Когда империя начала приходить в упадок, навабы усилили свою власть, хотя номинально подчинялись могольскому императору. Они обладали огромной властью и правили Бенгалией как правители, независимые практически во всех отношениях.

## Британское правление
После того как наваб Сирадж уд-Даула потерпел поражение от британских войск под командованием Роберта Клайва в битве при Плесси в 1757 году, навабы превратились в правителей, зависимых от Британии. Навабом, который заместил Сирадж уд Даула, был Мир Джафар. Он был возведён на трон лично Робертом Клайвом после триумфальной победы британцев в битве. Он ненадолго попытался подтвердить свою власть, вступив в союз с голландцами, но этому плану положила конец битва при Чинсуре. После предоставления дивани на Бенгалию, Бихар и Ориссу могольским императором Шах Аламом II Британской Ост-Индской компании в 1765 году и назначения в 1773 году компанией Уоррена Гастингса в качестве первого генерал-губернатора Бенгалии навабы окончательно утратили власть; когда же в 1793 году у них был также отобран низамат, они стали простыми наёмниками Британской Ост-Индской компании. В 1880 году Мансур Али-хан, последний наваб Бенгалии, был вынужден оставить свой титул. Его сын получил от британцев более низкий титул наваба Муршидабада. Данный титул представители династии носили вплоть до 1969 года, когда умер последний наваб династии.

### Навабы Бенгалии (1717—1880)

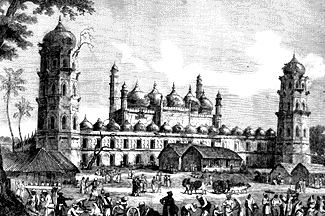
Муршидабад, столица навабов Бенгалии в начале XIX века

| Династия Насири           | 1717 — 1740           |
| Муршид Кули-хан           | 1717 — 1727           |
| Шуджа уд-Дин Мухаммад-хан | 1727 — 1739           |
| Сарфараз-хан              | 1739 — 1740           |
| Династия Афшар            | 1740 — 1757           |
| Аливарди-хан              | 1740 — 1756           |
| Сирадж уд-Даула           | 1756 — 1757           |
| Наджафи династия          | 1757 — 1880           |
| Мир Джафар                | 1757 — 1760           |
| Мир Касим                 | 1760 — 1763           |
| Мир Джафар                | 1763 — 1765           |
| Наджмуддин Али-хан        | 1765 — 1766           |
| Наджабут Али-хан          | 1766 — 1770           |
| Ашраф Али-хан             | 1770 — 1770           |
| Мубарак Али-хан           | 1770 — 1793           |
| Бабур Али-хан             | 1793 — 1810           |
| Зайнул Абедин Али-хан     | 1810 — 1821           |
| Ахмад Али-хан             | 1821 — 1824           |
| Мубарак Али-хан II        | 1824 — 1838           |
| Мансур Али-хан            | 1838 — 1880 (отрёкся) |